# オーブルチェフ (小惑星)
オーブルチェフ (3128 Obruchev) は、小惑星帯に位置する小惑星である。ニコライ・チェルヌイフがクリミア天体物理天文台で発見した。
ロシア、ソビエト連邦の地質学者で、秘境SFの古典の作者としても知られる、ウラジミール・オーブルチェフ（1863年 - 1956年）に因んで名付けられた。